# Gulag Tunes
Gulag Tunes — концептуальный музыкальный проект московского художника Михаила Антипова.

## История
В 2000 году Михаил Антипов (The Vivisectors, Veligore) записал свои первые композиции. Поддерживая идею DIY, он сам: записывал музыку, сводил треки, рисовал обложки. В записи альбомов сначала на всех инструментах играл лишь он, но позже к нему присоединился Максим Темнов, питерский бас-гитарист (также играл в группе Ленинград).
Первый альбом группы — Case History of John Doe, был выпущен лейблом Союз при содействии А. К. Троицкого. Пластинка описывала человека и его эмоции при помощи инструментальных композиций. (John Doe, в американской судебной практике, имя неопознанного субъекта)
В 2006 году вышел альбом Мелодии и ритмы Гулага. Компакт-диск вызвал сильный интерес как со стороны российских СМИ, так и зарубежных.
В 2008 году был выпущен альбом Мелодии Любви.

## Дискография
- «Мелодии и ритмы Гулага» (2006)
- «Мелодии и ритмы Гулага ...и другие хорошие мелодии» (2006)
- «Мелодии Любви» (2007)